# We're All to Blame
We're All to Blame es el primer sencillo del álbum Chuck de Sum 41 lanzado el 4 de marzo de 2004.

## Videoclip
El él se muestra una descarada burla al show de los 80 "Solid Gold". Este video muestra a Sum 41 tocando en un cursi escenario ochentero, con igualmente cursis bailarines bailando alrededor de ellos.

## Lista de canciones

### Sencillo
| N.º | Título                       | Duración |  |
| 1.  | «We're All to Blame»         | 3:38     |  |
| 2.  | «Still Waiting» (en directo) | 2:38     |  |
| 3.  | «The Hell Song» (en directo) | 3:18     |  |

- Datos: Q2534523